# كريستوف شميد
كريستوف شميد هو لاعب رماية سويسري، ولد في 5 أغسطس 1982 في زوغ في سويسرا.

## وصلات خارجية
- كريستوف شميد على موقع الاتحاد الدولي (الإنجليزية)
- كريستوف شميد على موقع اللجنة الأولمبية الدولية (الإنجليزية)
- كريستوف شميد على موقع أوليمبيديا (الإنجليزية)